# Ludwig Tieck
Ludwig Tieck (Berlijn, 31 mei 1773 – aldaar, 28 april 1853) was een Duits schrijver uit de Romantiek. 

## Leven
Tieck, die als een van de grondleggers van de Romantiek beschouwd wordt, was de zoon van een touwmaker. Tijdens zijn gymnasiumstijd leerde hij Wilhelm Heinrich Wackenroder kennen, wiens bevlogen geest en vroege dood een grote invloed op hem uitoefenden. Tezamen met Wackenroder ondernam hij in 1793 een reis door de streek van de Main, waar zijn interesse werd gewekt door de laat-middeleeuwse kunst. Hij nam verschillende schrijfopdrachten van de Berlijnse uitgeverij van de verlichte Friedrich Nicolai aan, die hem echter in zijn artistieke bewegingsvrijheid beknotten; zijn eerste grote roman, William Lovell, verhaalt in briefvorm de persoonlijke spanningen van een jongeman die grote libertijnse idealen heeft maar door de grauwe realiteit wordt gekluisterd. Dit werk staat nog volop in de traditie van het Verlichtingsdenken en Goethes Bildungsromans, maar illustreert de kloof tussen het Verlichte en romantische denken die in 1797 tot een conflict en uiteindelijk een breuk met Nicolai leidde. Tieck koos toen resoluut voor de romantische gedachte. Hij studeerde nog filologie in Erlangen, Halle an der Saale en Göttingen, maar voltooide zijn studie niet en trok in 1799 naar Jena, alwaar hij met de plaatselijke dichters kennis maakte. Hij schreef ook onder pseudoniem, met name als Gottlieb Färber en Peter Lebrecht.

## Spil
Het duurde niet lang vooraleer Tieck als een spilfiguur in de romantische beweging werd aangezien. Vooral zijn Volksmärchen genoten populariteit. Dit waren gedeeltelijke herwerkingen van oude sprookjes, aangevuld met zelfgeschreven griezelverhalen, waarvan Der blonde Eckbert het bekendst is. Ook maakte hij een theatrale (in beide zinnen des woords) bewerking van het sprookje van De gelaarsde kat, Der gestiefelte Kater. 
Hij was met Wackenroder aan een grote roman begonnen, Franz Sternbalds Wanderungen, die hij na diens dood in 1798 alleen voltooide. Dit is het verhaal van een jonge schilder die melancholisch door Duitsland zwerft, steeds poëtisch geïnspireerd raakt maar nooit een werk voltooit, en vervolgens in Italië in talloze liefdesaffaires verzeilt. De roman is onmiskenbaar naar Goethes Wilhelm Meisters Wanderjahre gemodelleerd, maar is op filosofisch niveau aanmerkelijk nihilistischer, en beïnvloedde toentertijd ook daadwerkelijk vele romantische schilders. 
Tieck bezocht Goethe en Schiller ook in Weimar, en werd ook goed bevriend met Friedrich en August Schlegel en Novalis, en leerde tevens Brentano en Fichte kennen. De Noorse romanticus Henrik Steffens, thans nagenoeg vergeten, behoorde eveneens tot zijn kennissenkring.

## Productie
In 1802 viel Tiecks pen stil: hij stond bekend als een veelschrijver, die reeds tijdens zijn jeugd aan ontelbare pulpromannetjes had bijgedragen, en toch schreef hij eensklaps nauwelijks nog verder, enkele leesdrama's, waaronder Genoveva, niet te na gesproken. In deze toneelstukken poogde hij een zo omvattend mogelijk beeld van de Middeleeuwen te scheppen. In de daaropvolgende jaren maakte hij vele reizen naar het buitenland, totdat hij zich in 1819 in Dresden vestigde. Daarop hervatte hij zijn literaire productie, en een groot aantal novelles aanschouwden het levenslicht, vaak met historische stof aan de basis. In 1825 werd hij directeur van het koninklijk theater van Dresden. 
In 1831 verscheen zijn novelle Der Hexensabbat. Nog voordat de massapsychologie ontstond, beschreef hij, gebaseerd op de historische gebeurtenissen in de 15e eeuw in Atrecht die in die tijd deel uitmaakte van de Bourgondische Nederlanden, die bekend zijn geworden als de Vauderie d'Arras, daarin hoe in een stad waar men niet meer in heksen geloofde, de bevolking toch in een heksenwaan blijkt te kunnen geraken en daarin tot vervolging van onschuldige personen te worden opgehitst. 
In 1841 stelde de Pruisische koning Frederik Willem IV Tieck als secretaris aan en werd hij aan het hoofd van het koninklijke theater in Berlijn gesteld. Tot zijn functie behoorde ook het Koninklijke Voorlezen; dit hield in dat, in de trant van de literaire salons uit de 18de eeuw, Tieck voor een select publiek zijn werk voorlas en de mensen ontspande. Tijdens zijn Berlijnse jaren oogstte hij veel succes met zijn ensceneringen van Shakespeare. Ofschoon de klassieke vertaling van de volledige werken van Shakespeare, die door August Schlegel was aangevat, de Schlegel-Tieck-vertaling wordt genoemd en dientengevolge eveneens aan Tieck wordt toegeschreven, was het in werkelijkheid grotendeels zijn dochter, Dorothea Tieck, die dit werk voltooide. Wel vertaalde Tieck Cervantes' Don Quichot eigenhandig naar het Duits.

## Nalatenschap
Tiecks latere novellen tonen een zekere evolutie richting Biedermeier en burgerlijk realisme; feit is dat hij tegen de revolutie van het Frankfurter Parlement uit 1848 gekant was en zijn laatste jaren eenzaam en verbolgen doorbracht. De nalatenschap van Tieck is immens, alhoewel zijn literaire werk in het algemeen niet onmiddellijk met geniale meesterwerken geassocieerd wordt. Zijn vele sprookjes en unheimliche taferelen, alsmede zijn romans, zijn ongetwijfeld belangrijk en innoverend geweest; desalniettemin ligt Tiecks grootste verdienste in zijn buitengewoon uitgebreide tekstedities, vertalingen en kritische uitgaves van andere dichters. Zo dankt men aan hem onder andere de uitgaven van de volledige werken van Jakob Michael Reinhold Lenz en Heinrich von Kleist.

## Werken
- 1793 Karl von Berneck (toneel)
- 1795 Abdullah
- 1795 Die Geschichte des Herrn William Lovell
- 1796 Der blonde Eckbert
- 1796 Liebeszauber. Liebesgeschichte der schönen Magelone und des Grafen Peter von Provence
- 1797 Volksmärchen
- 1797 Der gestiefelte Kater. Ein Kindermährchen in drey Akten mit Zwischenspielen, einem Prologe und Epiloge
- 1797 Ritter Blaubart - ein Ammenmärchen
- 1798 Franz Sternbalds Wanderungen. Eine altdeutsche Geschichte
- 1798 Die verkehrte Welt - historisches Schauspiel (toneel)
- 1798 Die Herzensergießungen eines kunstliebenden Klosterbruders (samen met Wilhelm Heinrich Wackenroder, anoniem gepubliceerd)
- 1799 Phantasien über die Kunst
- 1799 Leben und Tod der heiligen Genofeva, Pfalzgräfin im Trierlande - ein Trauerspiel
- 1799 Prinz Zerbino (toneel)
- 1799 - 1801 Leben und Thaten des scharfsinnigen edlen Don Quixote von la Mancha (vertaling van het werk van Miguel de Cervantes Saavedra)
- 1800 Leben und Tod der heiligen Genoveva (toneel)
- 1800 Sehr wunderbare Historie von der Melusina
- 1804 Kaiser Octavianus - Ein Lustspiel in zwei Theilen (toneel)
- 1811 Die Elfen
- 1811 Der Pokal
- 1811 Leben und Thaten des kleinen Thomas, genannt Däumchen
- 1812 Frauendienst, oder Geschichte und Liebe des Ritters und Sängers Ulrich von Lichtenstein
- 1812- 1816 Phantasus. Eine Sammlung von Mährchen, Erzählungen, Schauspielen und Novellen (drie delen)
- 1815 - 1816 Fortunat
- 1826 Der Aufruhr in den Cevennen
- 1828 Novellen (verzameling)
- 1831 Der Hexensabbat (novelle, verschenen in Novellenkranz, ein Almanach auf das Jahr))
- 1836 Der junge Tischlermeister
- 1839 Des Lebens Überfluß
- 1840 Vittoria Accoramboni